# Магнітостатика
Магнітоста́тика або магнетоста́тика — підрозділ фізики, що вивчає взаємодію постійних магнітів та електричних струмів через магнітне поле. Магнітостатика є підрозділом магнетизму і, в широкому розумінні, електромагнетизму.
До магнітостатичних явищ належать притягання та відштовхування намагнічених тіл, намагнічення тіл у магнітних полях, взаємодія провідників, в яких протікають електричні струми, сили, що діють на такі провідники в магнітних полях, створених постійними магнітами. Рівняння магнітостатики можна використовувати й для змінних полів та струмів у разі, коли відповідні зміни повільні.
На відміну від електростатики, яка вивчає взаємодію електричних зарядів, свідчень про існування магнітних зарядів, монополів, не існує, проте існують магнітні диполі, які на мікроскопічному рівні пов'язані зі спіном та орбітальним моментом частинок.

## Магнітне поле
Центральним поняттям магнітостатики є магнітне поле, яке може бути створене або магнітними диполями або електричними струмами. Магнітне поле діє на намагнічені тіла, провідники зі струмом й рухомі електричні заряди. Поміщені в магнітне поле тіла намагнічуються — у них виникають наведені магнітні моменти, які можуть мати однакову з магнітним полем орієнтацію у випадку парамагнетиків та феромагнетиків, або протилежну орієнтацію — у разі діамагнетиків.

## Основні рівняння
Закон Ампера визначає силу, з якою взаємодіють провідники зі струмом. Сила, що діє на провідник зі струмом в магнітному полі називається силою Ампера.
Закон Біо-Савара-Лапласа визначає магнітне поле навколо провідників зі струмом.
Ці два закони можна узагальнити до форми, в якій вони входять в основні рівняння електродинаміки: теорему Гауса для магнітного поля й закон Ампера для циркуляції магнітного поля. Теорема Гауса для магнітного поля стверджує, що потік магнітної індукції через замкнену поверхню завжди дорівнює нулю, що, по суті, є твердженням про відсутність магнітних зарядів.
Закон Ампера для циркуляції магнітного поля дозволяє записати інтегральне або диференціальне рівняння для визначення конфігурації магнітного поля в просторі.
Намагнічування тіл у рамках магнітостатики можна розглянути тільки феноменологічно, вводячи сталі коефіцієнти, що характеризують магнітні властивост середовища: магнітну сприйнятливість та зв'язану з нею, магнітну проникність. Детальніше вивчення, що виявило б природу діамагнетизму, парамагнетизму й феромагнетизму, виходить за рамки магнітостатики й вимагає мікроскопічного моделювання властивостей речовин, здебільшого квантовомеханічного.